# 科学补习所
科学补习所，是湖北成立的第一个本地近代革命团体。该团体1904年7月3日在武昌正式成立，口号为“革命排满”，活动范围主要在湖北新军和会党之中。当年8月计划配合华兴会起义，但受起义失败的牵连而被迫解散。此后科学补习所在所员刘静庵的运作下，大部分转移至日知会之中。

## 历史

### 背景
清朝末年，时任湖广总督张之洞奏请清政府在湖北编练新军，对此，清政府准许在武汉编练一镇一协的新军。张之洞在湖北编练新军时，以新兵能识字为基本条件，这使得招募的新军中出现了大批读书识字的贫寒子弟，其中包括部分废除科举之后无处可去的秀才。这在一定程度上提高了兵员质量，但也使得革命力量在军队中的发展更加方便:305-306。
1902年，吴禄贞自日本留学归国后回到湖北，先后被张之洞委以学务处会办、营务处帮办等职务。这使得吴禄贞有足够多的机会在各营队开展讲座，宣传革命思想。此后，吴禄贞在武昌花园山的孙森茂花园成立了秘密机关，以李廉方、万定和耿伯钊三人为负责人，以联络日本方面，并继续宣传革命。在这个秘密机关中接受革命思想的包括吕大森、曹亚伯、时功璧等人。1903年，沙皇俄国拒绝从东三省撤兵，激起了清朝全国范围的拒俄事件。在拒俄事件中，吕大森等湖北学生也发起了游行，但遭到了武昌知府梁鼎芬的呵斥，这也激起了武昌人民的愤慨，同时也为革命思想的传播提供了条件:307。同年，华兴会成员宋教仁也进入武昌的文普通学堂学习，并于此后开始推动革命宣传工作:75。
此后武昌城内先后成立了“昌明公司”和一个叫“武库”的会所，通过印制宣传物和播放幻灯片的方式来宣传革命思想。另外，武备学堂学生吕大森等人也组织人力创办了一家活字印刷公司，专门印刷陳天華著《猛回头》、《警世钟》等革命书刊:307-308。另外，张难先和华兴会成员胡瑛先后加入了湖北陆军第八镇工程营，在基层军官和士兵中间进行革命宣传工作:61。不久后胡瑛和宋教仁在武昌建立了华兴会湖北支部，以招募会员、动员新军为主要活动任务。

### 成立
1904年5月至6月，张难先、胡瑛和同为工程营士兵的朱元成、陈从新、雷天壮、陈教懋、毛复旦、李胜美，以及从事革命宣传工作的吕大森、欧阳瑞骅、曹亚伯、康建唐等人发起组织机关:61。筹备会议在武昌斗级营的同庆酒楼召开，为掩人耳目，该组织最终定名为“科学补习所”，名义上以科学研究为宗旨，实际上从事的是以“革命排满”为宗旨的革命宣传和策划工作。章程由吕大森起草，并获得全体一致通过。当年7月3日，科学补习所正式成立，是为湖北境内成立的第一个本地近代革命团体:308-309。会址最先选在武昌多宝寺街，其租金由吕大森支付:544；之后由于所员扩充迅速，当年9月时由欧阳瑞骅租赁了魏家巷一号作为新的会址:61。
科学补习所成立之后，由吕大森担任所长，胡瑛为总干事，曹亚伯负责宣传和湖南湖北之间的联络，时功璧负责财政，宋教仁担任文书。此外欧阳瑞骅、宋教仁和刘复担任文普通学堂干事，刘度成担任武高等学堂干事，陈应甲担任武普通学堂干事，朱子淘和易本义在所本部工作。另外先后加入科学补习所的成员包括孙武、冯特民等人，以及日后担任国会议员的欧阳振声、张汉、刘彦等。成立之后的科学补习所不断招收新军士兵加入，此外胡瑛还曾介绍一批会党成员加入。:63-64

### 解散
8月，黄兴自上海抵达武昌，科学补习所专门为黄兴召开了欢迎会。黄兴在会上知会科学补习所，称华兴会将于11月16日时发动起义。对此科学补习所的所员都表示支持，并约定在湖北举行起义作为相应。为此科学补习所印制了30万张军用票以备起义时用，同时派遣吕大森和康建唐赶赴施南、何自新赶赴荆州宜昌以联系会党；宋教仁前往湖南与华兴会联络；刘度成在武高等学堂内担任干事，负责推动起义；刘静庵负责马队；张难先负责工程营；胡瑛和王汉负责军火运输:309-310。但各项准备工作尚在进行中时，华兴会的起义即由于会党成员的告密而失败。科学补习所收到黄兴来电之后，立刻销毁了之前准备好的军械和文件。张之洞不久后得到湖南方面的消息，称在华兴会机关搜到了与科学补习所相关的文件。张之洞随即派人于10月20日搜查科学补习所，但并未搜寻到任何有价值的人和物品。當時梁鼎芬負責湖北學務，在他的建議下，张之洞开除了欧阳瑞骅和宋教仁的文普通學堂学籍了事。自此科学补习所的活动结束:309-310:549，所员四散并潜伏下来，刘静庵经曹亚伯前往美基督教圣公会鄂湘教区下属的一间名为“日知会”的阅报室任职。此后曹亚伯和刘静庵征得日知会会长胡兰亭的同意后，将日知会扩充改造为革命团体，并借此机会将原属于科学补习所的成员几乎全部转移至了日知会中:62。

## 影响
科学补习所的活动，为日后的革命党人提供了大量的经验。革命党人意识到，接纳知识分子的新军是重要的革命力量，相对而言要比会党更加可靠；同时湖南湖北交通便利，非常适合联合进行革命活动。此后两湖地区的革命活动大多遵循了这些原则，这也间接推动了武昌起义的爆发:311。